# Świadkowie Jehowy w Pakistanie
Świadkowie Jehowy w Pakistanie – społeczność wyznaniowa w Pakistanie, należąca do ogólnoświatowej wspólnoty Świadków Jehowy, licząca w 2023 roku 1259 głosicieli, należących do 16 zborów. Na dorocznej uroczystości Wieczerzy Pańskiej w 2023 roku zgromadziło się 4378 osób. W Karaczi znajduje się Biuro Krajowe. Działalność koordynuje brytyjskie Biuro Oddziału.

## Historia

### Początki
W 1905 roku, przebywając w Baltistanie, Gustavssonowie – misjonarze Skandynawskiego Stowarzyszenia Misyjnego z Chicago, otrzymali od przyjaciela ze Stanów Zjednoczonych publikacje Towarzystwa Strażnica i wkrótce zaczęli dzielić się poznanymi wierzeniami z mieszkańcami tego regionu oraz Shigar. W 1908 roku powrócili oni do Szwecji.
W roku 1926 indyjskie Biuro Oddziału wysłało kilku głosicieli, do działalności kaznodziejskiej w Pendżabie, m.in. w Lahaur. Rozpowszechniano publikacje religijne i Biblię w językach: perskim, urdu i angielskim. W roku 1929 Claude S. Goodman i Ronald Tippin z Wielkiej Brytanii prowadzili działalność kaznodziejską m.in. w Karaczi, Hajdarabadzie, Murree oraz Lahaur. Część publikacji trafiła do północnej prowincji Pendżab i  Lahore. Frank Barretta, telegrafista z indyjskiego departamentu telegrafów, który do śmierci prowadził działalność w dzisiejszym Zachodnim Pakistanie. Barrett miał w Lahore współpracownika, który okazywał duże zainteresowanie. W tym czasie odwiedził go F.E. Skinner z indyjskiego Biura Oddziału. W mieście Kweta skontaktował się z Walterem Hardingiem. strażnikiem kolejowym, który  rozpowszechniał pasażerom publikacje biblijne. W latach 30. XX wieku członkowie jego rodziny byli jednymi z pierwszych głosicieli zboru w Karaczi, do którego przenieśli się po śmierci Waltera. Skinner co roku w grudniu i styczniu, odwiedzał miejscowości w Pendżabie. Podróżował wraz  tłumaczem S.M. Shadem, zainteresowanym nauczycielem z tamtego regionu. W roku 1932 do Karachi przybyło dwóch kolejnych Świadków Jehowy z Anglii, Randall Hopley i Clarence Taylor. Wraz z wybuchem II wojny światowej działalność ograniczyła się do Karaczi i trzech innych dużych miast. W roku 1942 w Lahore na 3 miesiące aresztowano pioniera specjalnego. W roku 1943 brytyjscy urzędnicy w  Indiach zakazali importu i drukowania literatury Towarzystwa Strażnicy. Utrudniło to działalność pionierów. Zakaz ten został zniesiony pod koniec 1944 roku.

### Rozwój działalności
W 1947 roku Indie podzielono i Pakistan stał się oddzielnym państwem. W Pakistanie działało 20 głosicieli, 12 w Karaczi, kilku w mieście Kweta. W lutym 1947 roku do Pakistanu wysłano dwóch misjonarzy, absolwentów Biblijnej Szkoły Strażnicy – Gilead. W roku 1947 w zborze w Karaczi działalność kaznodziejską prowadziło 12 głosicieli, rok później – 21. W tym czasie pionier specjalny George Singh rozpoczął działalność w mieście Kweta. Jeden z mieszkańców tego rejonu, były wojskowy Sadiq Masih, który przyjął wierzenia Świadków Jehowy, zaczął tłumaczyć publikacje biblijne na język urdu. W roku 1949 działalność kaznodziejską w kraju prowadziło 27 głosicieli należących do jednego stołecznego zboru.
W latach 50. XX wieku nadzorcą obwodu został Edward Bazely, urodzony w Sakkhar, absolwent Szkoły Gilead. 3 stycznia 1952 roku do Karaczi przybyli kolejni misjonarze, m.in. Henry Finch, Harry Forrest i ponownie Claude S. Goodman. W tym też roku miasto to odwiedzili przedstawiciele Towarzystwa Strażnica Nathan H. Knorr i Milton G. Henschel, którzy wygłosili kilka przemówień do 364 obecnych na zgromadzeniu w Karaczi. Tam też otwarto Biuro Oddziału. W roku 1953 w Pakistanie działało 14 misjonarzy, osiągnięto liczbę 57 głosicieli. W 1954 roku, kiedy powstał drugi zbór, w działalności kaznodziejskiej uczestniczyło 70 głosicieli. W Lahaur utworzono dom misjonarski dla czterech osób. Podobne domy misjonarskie utworzono w trzech innych miastach. W 1954 roku Biuro Oddziału przeniesiono do Lahore. W roku 1955 misjonarze działali również w Rawalpindi, gdzie powstał dom misjonarski. Na początku 1956 roku w Karaczi powstał pierwszy zbór posługujący się językiem urdu. Pod koniec 1956 roku 160 osób wysłuchało przemówienia Nathana Knorra w Lahore, a Frederick William Franz wygłosił przemówienie w Karaczi. Podczas swojej wizyty N. Knorr nagrał krótki wywiad, który następnie wyemitowała stacja radiowa w Lahore. W Pakistanie działało wtedy 79 głosicieli. W lutym 1957 roku powstał zbór w Rawalpindi, dzięki czemu liczba zborów w tym kraju wzrosła do 5. W tym samym roku w Lahaur odbyło się zgromadzenie pod hasłem „Życiodajna mądrość” z udziałem 160 osób, a 5 osób zostało ochrzczonych. Harry Forrest prowadził działalność kaznodziejska na terenie wiejskim w Pendżabie. Po jego powrocie do Kanady w 1959 roku, działalność na tamtym terenie rozpoczęli pionierzy specjalni Sattar i Sadiq. Wkrótce zdołali zorganizować tam pierwszą grupę głosicieli.
W kwietniu 1960 roku w Pakistanie pozostało tylko 6 misjonarzy, a dwóch z nich przygotowywało się do wyjazdu z powodu choroby. W tym miesiącu przybyło z Kanady czterech kolejnych misjonarzy. W roku 1961 w działalności kaznodziejskiej uczestniczyło 117 głosicieli głównie w Karaczi i Lahaur. W tym sam roku dziesięciu głosicieli, w tym pięciu misjonarzy, przeniosło się z Karaczi do Afganistanu, by tam głosić Dobrą Nowinę. W Pakistanie działały wtedy już trzy zbory – jeden w Lahaur i dwa w Karaczi. W 1962 roku przebywał z wizytą w pakistańskiej stolicy Milton G. Henschel. W 1963 roku pakistańscy Świadkowie Jehowy uczestniczyli w międzynarodowym kongresie pod hasłem „Wiecznotrwała dobra nowina” w Delhi. W roku 1965 powstał czwarty zbór w Rawalpindi. Na przełomie 1967 i 1968 roku przybyło 7 kolejnych misjonarzy. W roku 1968 w Karaczi odbył się  ogólnokrajowy kongres pod hasłem „Dobra nowina dla wszystkich narodów”. W 1969 roku zanotowano liczbę 151 głosicieli, wielu wyjechało na międzynarodowy kongres pod hasłem „Pokój na ziemi” do Londynu.
W 1971 roku odbył się kongres pod hasłem „Imię Boże” w Lahaur, w którym uczestniczyli również afgańscy współwyznawcy – zanotowano liczbę 173 głosicieli i ponad 500 obecnych na ich zebraniach religijnych. W 1993 roku w kraju było 357 głosicieli należących do 7 zborów.

### Legalizacja działalności
W 1997 roku działalność w tym kraju została zalegalizowana, działało wówczas 410 Świadków Jehowy w 9 zborach, a w 1999 roku już 501 w 10 zborach. W 2007 roku osiągnięto liczbę 921 głosicieli. Na uroczystości Wieczerzy Pańskiej zebrało się 3678 osób. W 2008 roku osiągnięto liczbę 1000 głosicieli, w następnym roku liczba ta się utrzymała, chociaż wielu głosicieli wyprowadziło się za granicę.
W 2010 roku zorganizowano pomoc humanitarną dla poszkodowanych przez powódź w tym kraju. Wielu głosicieli wyjechało z Pakistanu, toteż liczba głosicieli wyniosła 967 osób, jednak w 2011 roku ich liczba wzrosła do 1022. W roku 2013 było 918 głosicieli, w 2015 – 1013, w roku 2018 – 1140. W 2011 roku wydano Chrześcijańskie Pisma Greckie w Przekładzie Nowego Świata (Nowy Testament) w języku pendżabskim, a w 2015 roku w języku urdu. W 2019 roku zanotowano liczbę 1122 głosicieli, a na uroczystość Wieczerzy Pańskiej zebrało się 4259 osób.
9 października 2022 roku Paul Norton z Komitetu Oddziału w Wielkiej Brytanii w trakcie odbywającego się na żywo programu ogłosił wydanie Biblii — Ewangelii według Mateusza w języku pendżabskim (pismo szachmukhi). Z programu skorzystało ponad 1300 osób.
Zebrania zborowe odbywają się w języku pendżabskim (pismo szachmukhi) i urdu.
Oficjalny serwis internetowy – jw.org jest dostępny w językach Pakistanu, m.in. w języku urdu, pendżabskim (w piśmie szachmukhi i w alfabecie łacińskim), paszto oraz w angielskim.